# اوراهوو
اوراهوو (به لاتین: Orahovo) یک منطقهٔ مسکونی در مونته‌نگرو است که در شهرداری بار واقع شده‌است. اوراهوو ۶۴ نفر جمعیت دارد.